# Fritz Beck (Politiker)
Fritz Beck  (* 15. November 1889 in Kleindietwil; † 24. August 1985 in Bürglen) war ein Schweizer Politiker. Er war Mitglied der Kommunistischen Partei der Schweiz (KPS), die von 1921 bis 1943 bestand.

## Biografie
Fritz Beck wurde 1889 als Sohn des Fabriksarbeiters und Kleinbauern Wilhelm Beck in Kleindietwil geboren. Seine Jugend verbrachte er in Müllheim. Ab 1906 begann er eine Eisendreherlehre in Zürich. Nach Abschluss seiner Lehre arbeitete er unter anderem in der Neumühle Zürich des Industrieunternehmens Escher Wyss & Cie. 1925 verlor er dort seinen Arbeitsplatz. Während der Weltwirtschaftskrise verdingte er sich als Hilfsarbeiter an verschiedenen Orten, bis er 1937 eine Stelle als Dreher bei der Georg Fischer AG in Schaffhausen erhielt, die er bis zu seiner Pensionierung innehatte.
Der unverheiratete Fritz Beck starb am 24. August 1985 in Bürglen.

## Politik
Beck war Mitglied der Kommunistischen Partei der Schweiz (KPS), des SMUV und von 1922 bis 1924 der Metallarbeitervereinigung. 1924 war er Präsident der Kampfleitung im Arbeitskonflikt auf seinem Arbeitsplatz in der Neumühle. 1925 erhielt er, wahrscheinlich auf Intervention der Parteizentrale, als «echter Proletarier» den einzigen Nationalratssitz der KPS, nachdem die zwei vor ihm liegenden «nichtproletarischen» Kandidaten verzichtet hatten. Für die darauffolgenden Wahlen wurde Beck nicht mehr berücksichtigt, da er der Aufgabe angeblich nicht gewachsen war. Zusätzlich zu seiner Funktion im Nationalrat war er von 1926 bis 1928 im Zürcher Kantonsrat vertreten. Über politische Aktivitäten nach diesem Zeitraum ist nichts bekannt.